# Adelfas
Adelfas é um dos seis bairros do distrito de Retiro, em Madrid, Espanha. Se encontra no extremo sul do distrito, e se delimita com 3 dos 5 barrios do distrito: Pacífico ao oeste, Niño Jesús ao noroeste e Estrella al nordeste. Tinha uma população de 16.705 pessoas em 2006 - se tomamos como referência a população de 1986, ela foi incrementada em 38%.